# Воржишек, Петр
Петр Во́ржишек (чеш. Petr Voříšek; род. 19 марта 1979 года, Дечин, ЧССР) — чешский футболист, защитник австрийского клуба «Валлерн».

## Карьера

### Клубная
Начинал карьеру в команде «Теплице», за которую провёл свыше 100 игр (один раз уходил в аренду в команду второй лиги «Хомутов»). С 2004 года играл в составе столичной «Спарты», а в 2005 году отправился в аренду в австрийский чемпионат, где отыграл за «Суперфунд» и венский «Рапид». В 2007 году вернулся в Чехию, но не закрепился ни в составе «Млады-Болеслав», ни столичной «Спарты». С 2009 года играет в австрийском чемпионате. За всю карьеру сыграл за 5 австрийских и 4 чешских клуба.

### В сборной
В составе сборной до 21 года выиграл чемпионат Европы 2002 года, проходивший в Швейцарии. В составе старшей сборной провёл 4 игры. Ни на одном турнире так и не сыграл.

## Статистика выступлений за сборную
| Матчи Петра Воржишка за сборную Чехии | Матчи Петра Воржишка за сборную Чехии | Матчи Петра Воржишка за сборную Чехии | Матчи Петра Воржишка за сборную Чехии | Матчи Петра Воржишка за сборную Чехии | Матчи Петра Воржишка за сборную Чехии | Матчи Петра Воржишка за сборную Чехии |
| ------------------------------------- | ------------------------------------- | ------------------------------------- | ------------------------------------- | ------------------------------------- | ------------------------------------- | ------------------------------------- |
| №                                     | Дата                                  | Оппонент                              | Счёт                                  | Голы                                  | Соревнование                          |                                       |
| 1                                     | 11 октября 2003                       | Австрия                               | 3 : 2                                 | -                                     | Отборочный матч ЧЕ 2004               |                                       |
| 2                                     | 12 ноября 2003                        | Канада                                | 5 : 1                                 | -                                     | Товарищеский матч                     |                                       |
| 3                                     | 18 февраля 2004                       | Италия                                | 2 : 2                                 | -                                     | Товарищеский матч                     |                                       |
| 4                                     | 31 марта 2004                         | Ирландия                              | 1 : 2                                 | -                                     | Товарищеский матч                     |                                       |